# Il volatore di aquiloni
Il volatore di aquiloni è un film direct-to-video del 1987, diretto e interpretato da Renato Pozzetto.
La pellicola getta uno sguardo sulla Milano di metà anni 1980, analizzandone in maniera ironica pregi e difetti.

## Trama
Urca è l'ultimo erede di una famiglia di deltaplanisti. Sempre vissuto tra i monti, grande è in lui il desiderio di vedere finalmente il mare. Un giorno decide di rompere gli indugi e raggiungerlo a bordo del suo deltaplano, tuttavia una volta sopra Milano i fumi dell'inquinamento gli fanno perdere l'orientamento e lo costringono a un atterraggio d'emergenza all'interno di San Siro: da qui Urca, seguito dall'autista Nelson casualmente incontrato, e che ne diventa una sorta di cicerone, inizia un singolare e a tratti grottesco viaggio alla scoperta della città, dai Navigli al Pirellone e fin sotto la Metropolitana, imparando la storia meneghina e incontrandone le eccellenze, senza tuttavia chiudere gli occhi davanti alle più pressanti problematiche cittadine del tempo.

## Produzione
Esempio di marketing urbano che voleva anche sfatare «l'immagine di una città notoriamente grigia e invivibile» qual era ancora percepita Milano, al tempo ai prodromi della sua epoca da bere, il film è stato prodotto da alcune tra le maggiori realtà industriali cittadine degli anni 1980 (come Alfa Romeo, ATM, MaxMeyer e Montedison), ottenendo anche il patrocinio del Comune. Terza regia di Pozzetto, la pellicola ha avuto una lunga gestazione: le riprese erano iniziate già nella seconda metà del 1984, con il titolo di lavorazione di Milano nel mondo.
Nella composizione del cast, data l'ambientazione meneghina, Pozzetto ha chiamato a raccolta vari colleghi che insieme a lui animarono gli anni del Derby Club: su tutti il coprotagonista Massimo Boldi, ed Enzo Jannacci il quale canta l'omonima canzone che apre la pellicola, oltre a ruoli minori per, tra gli altri, Felice Andreasi e Piero Mazzarella. Al film hanno preso parte in alcuni camei i calciatori Karl-Heinz Rummenigge e Vinicio Verza, all'epoca delle riprese in forza rispettivamente all'Inter e al Milan, e l'oncologo Gianni Ravasi.

## Distribuzione
La pellicola è stata commercializzata solo in home video.